# Campionato europeo maschile under 17 di pallavolo 2017
Il campionato europeo maschile under 17 di pallavolo 2017 si è svolto dal 3 all'11 luglio a Konya, in Turchia: al torneo hanno partecipato dodici squadre nazionali under 17 europee e la vittoria finale è andata per la prima volta all'Italia.

## Qualificazioni
Al torneo hanno partecipato: la nazionale del paese organizzatore e undici nazionali qualificate tramite il torneo di qualificazione.

## Impianti
|                                                                                     |  |  |
|                                                                                     |  |  |
| Municipality Sports and Congress Center Città: Konya Capienza: - Anno d'apertura: - |  |  |

## Regolamento

### Formula
Le squadre hanno disputato una prima fase a gironi con formula del girone all'italiana; al termine della prima fase:
- Le prime due classificate di ogni girone hanno acceduto alla fase finale per il primo posto strutturata in semifinali, finale per il terzo posto e finale.
- La seconda e la terza classificata di ogni girone hanno acceduto alla fase finale per il quinto posto strutturata in semifinali, finale per il settimo posto e finale per il quinto posto.

### Criteri di classifica
Se il risultato finale è stato di 3-0 o 3-1 sono stati assegnati 3 punti alla squadra vincente e 0 a quella sconfitta, se il risultato finale è stato di 3-2 sono stati assegnati 2 punti alla squadra vincente e 1 a quella sconfitta.
L'ordine del posizionamento in classifica è stato definito in base a:
- Numero di partite vinte;
- Punti;
- Ratio dei set vinti/persi;
- Ratio dei punti realizzati/subiti;
- Risultati degli scontri diretti.

## Squadre partecipanti
| Squadra     | Qualificazione                                | Ultima partecipazione |
| ----------- | --------------------------------------------- | --------------------- |
| Belgio      | 1ª al torneo di qualificazione (girone C)     | Debutto               |
| Bielorussia | 1ª al torneo di qualificazione (girone E)     | Debutto               |
| Bulgaria    | 1ª al torneo di qualificazione (girone A)     | Debutto               |
| Finlandia   | 1ª al torneo di qualificazione (girone NEVZA) | Debutto               |
| Grecia      | 1ª al torneo di qualificazione (girone BVA)   | Debutto               |
| Italia      | 1ª al torneo di qualificazione (girone WEVZA) | Debutto               |
| Paesi Bassi | 1ª al torneo di qualificazione (girone D)     | Debutto               |
| Rep. Ceca   | 1ª al torneo di qualificazione (girone MEVZA) | Debutto               |
| Russia      | 1ª al torneo di qualificazione (girone EEVZA) | Debutto               |
| Serbia      | 1ª al torneo di qualificazione (girone B)     | Debutto               |
| Spagna      | 2ª al torneo di qualificazione (girone D)     | Debutto               |
| Turchia     | Paese organizzatore                           | Debutto               |

## Torneo

### Fase a gironi
| Girone I    | Girone II   |
| ----------- | ----------- |
| Bulgaria    | Belgio      |
| Finlandia   | Bielorussia |
| Grecia      | Italia      |
| Paesi Bassi | Rep. Ceca   |
| Serbia      | Russia      |
| Turchia     | Spagna      |

#### Girone I

##### Risultati
| 3 luglio 2017 Municipality Sports Center (Hall A), Konya Durata: 1h:47 - Spettatori: 70  | Serbia      | 3 - 1 | Grecia      | 15-25, 27-25, 26-24, 25-22        |
| 3 luglio 2017 Municipality Sports Center (Hall A), Konya Durata: 1h:45 - Spettatori: 70  | Bulgaria    | 3 - 1 | Paesi Bassi | 22-25, 30-28, 26-24, 25-12        |
| 3 luglio 2017 Municipality Sports Center (Hall A), Konya Durata: 1h:22 - Spettatori: 500 | Turchia     | 3 - 0 | Finlandia   | 25-20, 25-21, 26-24               |
| 4 luglio 2017 Municipality Sports Center (Hall A), Konya Durata: 1h:15 - Spettatori: 50  | Serbia      | 0 - 3 | Bulgaria    | 23-25, 16-25, 21-25               |
| 4 luglio 2017 Municipality Sports Center (Hall A), Konya Durata: 1h:49 - Spettatori: 100 | Grecia      | 3 - 1 | Finlandia   | 25-18, 25-27, 25-22, 28-26        |
| 4 luglio 2017 Municipality Sports Center (Hall A), Konya Durata: 1h:56 - Spettatori: 450 | Paesi Bassi | 3 - 2 | Turchia     | 25-19, 22-25, 19-25, 25-21, 15-11 |
| 5 luglio 2017 Municipality Sports Center (Hall A), Konya Durata: 1h:08 - Spettatori: 50  | Bulgaria    | 3 - 0 | Grecia      | 25-16, 25-23, 25-15               |
| 5 luglio 2017 Municipality Sports Center (Hall A), Konya Durata: 1h:41 - Spettatori: 100 | Finlandia   | 2 - 3 | Paesi Bassi | 25-19, 20-25, 25-16, 23-25, 8-15  |
| 5 luglio 2017 Municipality Sports Center (Hall A), Konya Durata: 2h:11 - Spettatori: 530 | Turchia     | 3 - 2 | Serbia      | 22-25, 25-14, 32-34, 25-19, 19-17 |
| 7 luglio 2017 Municipality Sports Center (Hall A), Konya Durata: 1h:43 - Spettatori: 40  | Grecia      | 3 - 1 | Paesi Bassi | 25-19, 25-27, 25-19, 25-20        |
| 7 luglio 2017 Municipality Sports Center (Hall A), Konya Durata: 1h:17 - Spettatori: 63  | Serbia      | 3 - 0 | Finlandia   | 25-23, 25-20, 25-16               |
| 7 luglio 2017 Municipality Sports Center (Hall A), Konya Durata: 1h:42 - Spettatori: 500 | Bulgaria    | 1 - 3 | Turchia     | 25-19, 21-25, 20-25, 13-25        |
| 8 luglio 2017 Municipality Sports Center (Hall A), Konya Durata: 1h:10 - Spettatori: 45  | Paesi Bassi | 0 - 3 | Serbia      | 14-25, 19-25, 21-25               |
| 8 luglio 2017 Municipality Sports Center (Hall A), Konya Durata: 1h:37 - Spettatori: 50  | Finlandia   | 1 - 3 | Bulgaria    | 21-25, 7-25, 29-27, 22-25         |
| 8 luglio 2017 Municipality Sports Center (Hall A), Konya Durata: 2h:08 - Spettatori: 500 | Turchia     | 3 - 2 | Grecia      | 25-19, 25-16, 26-28, 20-25, 22-20 |

##### Classifica
| Pos. | Squadra     | Pt | G | V | P | SV | SP | Ratio | PF  | PS  | Ratio |
| ---- | ----------- | -- | - | - | - | -- | -- | ----- | --- | --- | ----- |
| 1.   | Bulgaria    | 12 | 5 | 4 | 1 | 13 | 5  | 2,600 | 434 | 376 | 1,154 |
| 2.   | Turchia     | 11 | 5 | 4 | 1 | 14 | 8  | 1,750 | 512 | 467 | 1,096 |
| 3.   | Serbia      | 10 | 5 | 3 | 2 | 11 | 7  | 1,571 | 412 | 407 | 1,012 |
| 4.   | Grecia      | 7  | 5 | 2 | 3 | 9  | 11 | 0,818 | 461 | 464 | 0,993 |
| 5.   | Paesi Bassi | 4  | 5 | 2 | 3 | 8  | 13 | 0,615 | 434 | 480 | 0,904 |
| 6.   | Finlandia   | 1  | 5 | 0 | 5 | 4  | 15 | 0,266 | 397 | 456 | 0,870 |

      Qualificata alle semifinali per il primo posto.
      Qualificata alle semifinali per il quinto posto.

#### Girone II

##### Risultati
| 3 luglio 2017 Municipality Sports Center (Hall B), Konya Durata: 2h:24 - Spettatori: 65  | Italia      | 3 - 2 | Russia      | 25-18, 15-25, 25-20, 25-27, 15-12 |
| 3 luglio 2017 Municipality Sports Center (Hall B), Konya Durata: 1h:37 - Spettatori: 63  | Rep. Ceca   | 1 - 3 | Belgio      | 25-23, 19-25, 24-26, 17-25        |
| 3 luglio 2017 Municipality Sports Center (Hall B), Konya Durata: 1h:46 - Spettatori: 125 | Bielorussia | 3 - 1 | Spagna      | 24-26, 25-11, 26-24, 25-19        |
| 4 luglio 2017 Municipality Sports Center (Hall B), Konya Durata: 1h:29 - Spettatori: 60  | Italia      | 3 - 1 | Rep. Ceca   | 16-25, 25-17, 25-18, 25-12        |
| 4 luglio 2017 Municipality Sports Center (Hall B), Konya Durata: 1h:34 - Spettatori: 42  | Russia      | 3 - 1 | Spagna      | 23-25, 25-11, 25-18, 25-17        |
| 4 luglio 2017 Municipality Sports Center (Hall B), Konya Durata: 1h:36 - Spettatori: 123 | Belgio      | 3 - 1 | Bielorussia | 23-25, 25-13, 25-21, 26-24        |
| 5 luglio 2017 Municipality Sports Center (Hall B), Konya Durata: 1h:38 - Spettatori: 95  | Rep. Ceca   | 1 - 3 | Russia      | 23-25, 18-25, 25-19, 17-25        |
| 5 luglio 2017 Municipality Sports Center (Hall B), Konya Durata: 1h:36 - Spettatori: 100 | Spagna      | 0 - 3 | Belgio      | 22-25, 17-25, 16-25               |
| 5 luglio 2017 Municipality Sports Center (Hall B), Konya Durata: 1h:38 - Spettatori: 100 | Bielorussia | 3 - 1 | Italia      | 25-22, 13-25, 25-21, 25-21        |
| 7 luglio 2017 Municipality Sports Center (Hall B), Konya Durata: 2h:01 - Spettatori: 50  | Russia      | 2 - 3 | Belgio      | 24-26, 23-25, 27-25, 25-13, 6-15  |
| 7 luglio 2017 Municipality Sports Center (Hall B), Konya Durata: 1h:05 - Spettatori: 30  | Italia      | 3 - 0 | Spagna      | 25-18, 25-13, 25-20               |
| 7 luglio 2017 Municipality Sports Center (Hall B), Konya Durata: 1h:09 - Spettatori: 75  | Rep. Ceca   | 0 - 3 | Bielorussia | 21-25, 27-29, 18-25               |
| 8 luglio 2017 Municipality Sports Center (Hall B), Konya Durata: 1h:07 - Spettatori: 120 | Belgio      | 0 - 3 | Italia      | 17-25, 22-25, 16-25               |
| 8 luglio 2017 Municipality Sports Center (Hall B), Konya Durata: 1h:04 - Spettatori: 50  | Spagna      | 0 - 3 | Rep. Ceca   | 19-25, 20-25, 13-25               |
| 8 luglio 2017 Municipality Sports Center (Hall B), Konya Durata: 1h:57 - Spettatori: 73  | Bielorussia | 2 - 3 | Russia      | 25-22, 25-20, 21-25, 18-25, 12-15 |

##### Classifica
| Pos. | Squadra     | Pt | G | V | P | SV | SP | Ratio | PF  | PS  | Ratio |
| ---- | ----------- | -- | - | - | - | -- | -- | ----- | --- | --- | ----- |
| 1.   | Italia      | 11 | 5 | 4 | 1 | 13 | 6  | 2,166 | 435 | 368 | 1,182 |
| 2.   | Belgio      | 11 | 5 | 4 | 1 | 12 | 7  | 1,714 | 432 | 403 | 1,072 |
| 3.   | Bielorussia | 10 | 5 | 3 | 2 | 12 | 8  | 1,500 | 451 | 441 | 1,022 |
| 4.   | Russia      | 10 | 5 | 3 | 2 | 13 | 10 | 1,300 | 506 | 464 | 1,090 |
| 5.   | Rep. Ceca   | 3  | 5 | 1 | 4 | 6  | 12 | 0,500 | 381 | 415 | 0,918 |
| 6.   | Spagna      | 0  | 5 | 0 | 5 | 2  | 15 | 0,133 | 309 | 423 | 0,730 |

      Qualificata alle semifinali per il primo posto.
      Qualificata alle semifinali per il quinto posto.

### Fase finale

#### Finali 1º e 3º posto
|  | Semifinali | Semifinali | Semifinali |                 |     | Finale | Finale   | Finale |
|  |            |            |            |                 |     |        |          |        |
|  | 1I         | Bulgaria   | 0          |                 |     |        |          |        |
|  | 1I         | Bulgaria   | 0          |                 |     |        |          |        |
|  | 2II        | Belgio     | 3          |                 |     |        |          |        |
|  | 2II        | Belgio     | 3          |                 | 2II | Belgio | 2        |        |
|  |            |            |            |                 | 2II | Belgio | 2        |        |
|  |            |            |            |                 |     | 1II    | Italia   | 3      |
|  | 1II        | Italia     | 3          |                 |     | 1II    | Italia   | 3      |
|  | 1II        | Italia     | 3          |                 |     |        |          |        |
|  | 2I         | Turchia    | 0          |                 |     |        |          |        |
|  | 2I         | Turchia    | 0          | Finale 3° posto |     |        |          |        |
|  |            |            |            |                 |     |        |          |        |
|  |            |            |            |                 |     | 1I     | Bulgaria | 0      |
|  |            |            |            |                 |     | 1I     | Bulgaria | 0      |
|  |            |            |            |                 |     | 2I     | Turchia  | 3      |

##### Semifinali
| 10 luglio 2017 Municipality Sports Center (Hall A), Konya Durata: 1h:10 - Spettatori: 150   | Bulgaria | 0 - 3 | Belgio  | 22-25, 21-25, 18-25 |
| 10 luglio 2017 Municipality Sports Center (Hall A), Konya Durata: 1h:16 - Spettatori: 2 167 | Italia   | 3 - 0 | Turchia | 25-18, 25-23, 25-21 |

##### Finale 3º posto
| 11 luglio 2017 Municipality Sports Center (Hall A), Konya Durata: 1h:09 - Spettatori: 975 | Bulgaria | 0 - 3 | Turchia | 14-25, 20-25, 24-26 |

##### Finale
| 11 luglio 2017 Municipality Sports Center (Hall A), Konya Durata: 2h:08 - Spettatori: 550 | Belgio | 2 - 3 | Italia | 17-25, 25-21, 25-23, 24-26, 10-15 |

#### Finali 5º e 7º posto
|  | Semifinali | Semifinali  | Semifinali |                 |     | Finale | Finale      | Finale |
|  |            |             |            |                 |     |        |             |        |
|  | 3I         | Serbia      | 0          |                 |     |        |             |        |
|  | 3I         | Serbia      | 0          |                 |     |        |             |        |
|  | 4II        | Russia      | 3          |                 |     |        |             |        |
|  | 4II        | Russia      | 3          |                 | 4II | Russia | 3           |        |
|  |            |             |            |                 | 4II | Russia | 3           |        |
|  |            |             |            |                 |     | 3II    | Bielorussia | 0      |
|  | 4I         | Grecia      | 0          |                 |     | 3II    | Bielorussia | 0      |
|  | 4I         | Grecia      | 0          |                 |     |        |             |        |
|  | 3II        | Bielorussia | 3          |                 |     |        |             |        |
|  | 3II        | Bielorussia | 3          | Finale 3° posto |     |        |             |        |
|  |            |             |            |                 |     |        |             |        |
|  |            |             |            |                 |     | 3I     | Serbia      | 2      |
|  |            |             |            |                 |     | 3I     | Serbia      | 2      |
|  |            |             |            |                 |     | 4I     | Grecia      | 3      |

##### Semifinali
| 10 luglio 2017 Municipality Sports Center (Hall A), Konya Durata: 1h:05 - Spettatori: 45 | Serbia | 0 - 3 | Russia      | 14-25, 21-25, 10-25 |
| 10 luglio 2017 Municipality Sports Center (Hall A), Konya Durata: 1h:07 - Spettatori: 75 | Grecia | 0 - 3 | Bielorussia | 20-25, 12-25, 17-25 |

##### Finale 7º posto
| 11 luglio 2017 Municipality Sports Center (Hall A), Konya Durata: 1h:53 - Spettatori: 50 | Serbia | 2 - 3 | Grecia | 14-25, 12-25, 25-22, 25-15, 16-18 |

##### Finale 5º posto
| 11 luglio 2017 Municipality Sports Center (Hall B), Konya Durata: 1h:14 - Spettatori: 217 | Russia | 3 - 0 | Bielorussia | 26-24, 25-19, 25-22 |

## Podio

### Campione
Formazione: 1 Marco Pedrinelli, 2 Leonardo Ferrato, 3 Piervito Disabato, 4 Simone Falgari, 5 Damiano Catania, 7 Francesco Leoni, 8 Alberto Pol, 9 Manuel Biasotto, 10 Tommaso Stefani, 11 Gianluca Dal Corso, 12 Alessandro Giannotti, 13 Ludovico Scardia, CT: Bruno Morganti

### Secondo posto
Formazione: 2 Samuel Fafchamps, 3 Joran Verbruggen, 4 Liam McCluskey, 5 Joost Peeters, 6 Simon Plaskie, 7 Seppe Rotty, 8 Lennert Van Elsen, 9 Wout D'Heer, 11 Martin Perin, 12 Thiemen Ocket, 14 Romain Van Helmont, 18 Wandglin Vanhove, CT: Wim De Boeck

### Terzo posto
Formazione: 1 Kaan Gürbüz, 2 Doruk Daioğlu, 4 Serhat Uzun, 5 Cafer Kirkit, 6 Ahmet Boz, 7 Ahmet Tümer, 9 Berkün Üstündağ, 10 Efe Bayram, 11 Mirza Lagumdžija, 12 Sinan Yalçın, 14 Necmi Tokatlıoğlu, 17 Baran Yılmaz, CT: Hüseyin Düzceler

## Classifica finale
| Pos     | Squadra     |
| ------- | ----------- |
| Oro     | Italia      |
| Argento | Belgio      |
| Bronzo  | Turchia     |
| 4       | Bulgaria    |
| 5       | Russia      |
| 6       | Bielorussia |
| 7       | Grecia      |
| 8       | Serbia      |
| 9       | Paesi Bassi |
| 10      | Rep. Ceca   |
| 11      | Finlandia   |
| 12      | Spagna      |

## Premi individuali
| Premio                | Nome                | Squadra  |
| --------------------- | ------------------- | -------- |
| MVP                   | Kaan Gürbüz         | Turchia  |
| Miglior palleggiatore | Berkün Üstündağ     | Turchia  |
| Miglior opposto       | Joost Peeters       | Belgio   |
| Miglior schiacciatore | Simon Plaskie       | Belgio   |
| Miglior schiacciatore | Piervito Disabato   | Italia   |
| Miglior centrale      | Nikolaj Zahariev    | Bulgaria |
| Miglior centrale      | Alessandro Gianotti | Italia   |
| Miglior libero        | Damiano Catania     | Italia   |